# Bathynomus lowryi
Bathynomus lowryi là một loài chân đều trong họ Cirolanidae. Loài này được Bruce & Bussarawit miêu tả khoa học năm 2004.